# Teracotona quadripunctata
Teracotona quadripunctata är en fjärilsart som beskrevs av Wichgraf 1908. Teracotona quadripunctata ingår i släktet Teracotona och familjen björnspinnare. Inga underarter finns listade i Catalogue of Life.